# ГАЕС Jùróng
ГАЕС Jùróng (句容抽水蓄能电站) — гідроакумулювальна електростанція, що споруджується на сході Китаю у провінції Цзянсу. 
Станція знаходиться на правобережжі нижньої течії Янцзи, в районі, де над рівниною деінде підносяться останні кряжі південних гір. Один з них, котрий простягнувся на схід від Нанкіну, використають для розміщення верхнього резервуару станції. Тут зведуть кам’яно-накидну греблю із асфальтобетонним облицюванням висотою 182 метра та довжиною 810 метрів, яка утримуватиме водосховище з об’ємом 17 млн м3 та нормальним рівнем поверхні на позначці 267 метрів НРМ. 
Біля південного підніжжя гори із верхнім резервуаром лежить водосховище Луньшань з об’ємом 15,7 млн м3 та нормальним рівнем поверхні на позначці 54,5 метра НРМ. Його створили в кінці 1950-х на річці Luoyang за допомогою греблі висотою 22 метра, довжиною 574 метра та шириною 6 метрів.
Основне обладнання станції становитимуть шість оборотних турбін потужністю по 225 МВт.
Будвельна роботи почались у 2018-му, а повне введення станції у експлуатацію заплановане на 2025 рік.